# Kvarteret Sörgården

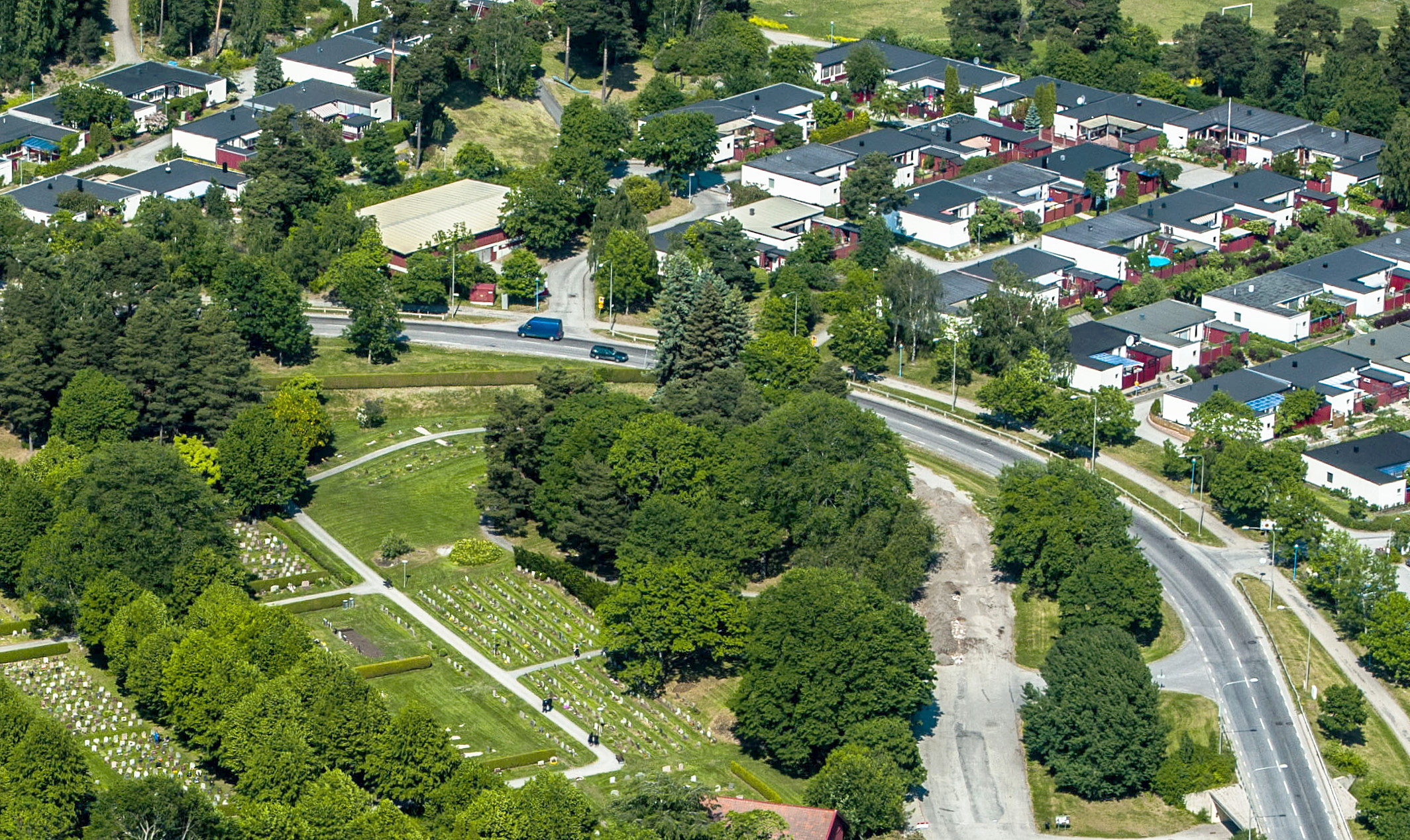
Småhusområdet Sörgården från luften med Spånga kyrkas kyrkogård i förgrunden.

Sörgården är namnet på ett kvarter vid Spånga kyrkväg i östra delen av Tensta i Stockholm. Kvarteret består av 76 vinkelbyggda småhus som ritades av arkitektkontoret Höjer & Ljungqvist och uppfördes i början av 1970-talet. Kvarterets småhus är grönklassade av Stadsmuseet i Stockholm vilket betyder bebyggelse som är särskilt värdefull från historisk, kulturhistorisk, miljömässig eller konstnärlig synpunkt.

## Historik

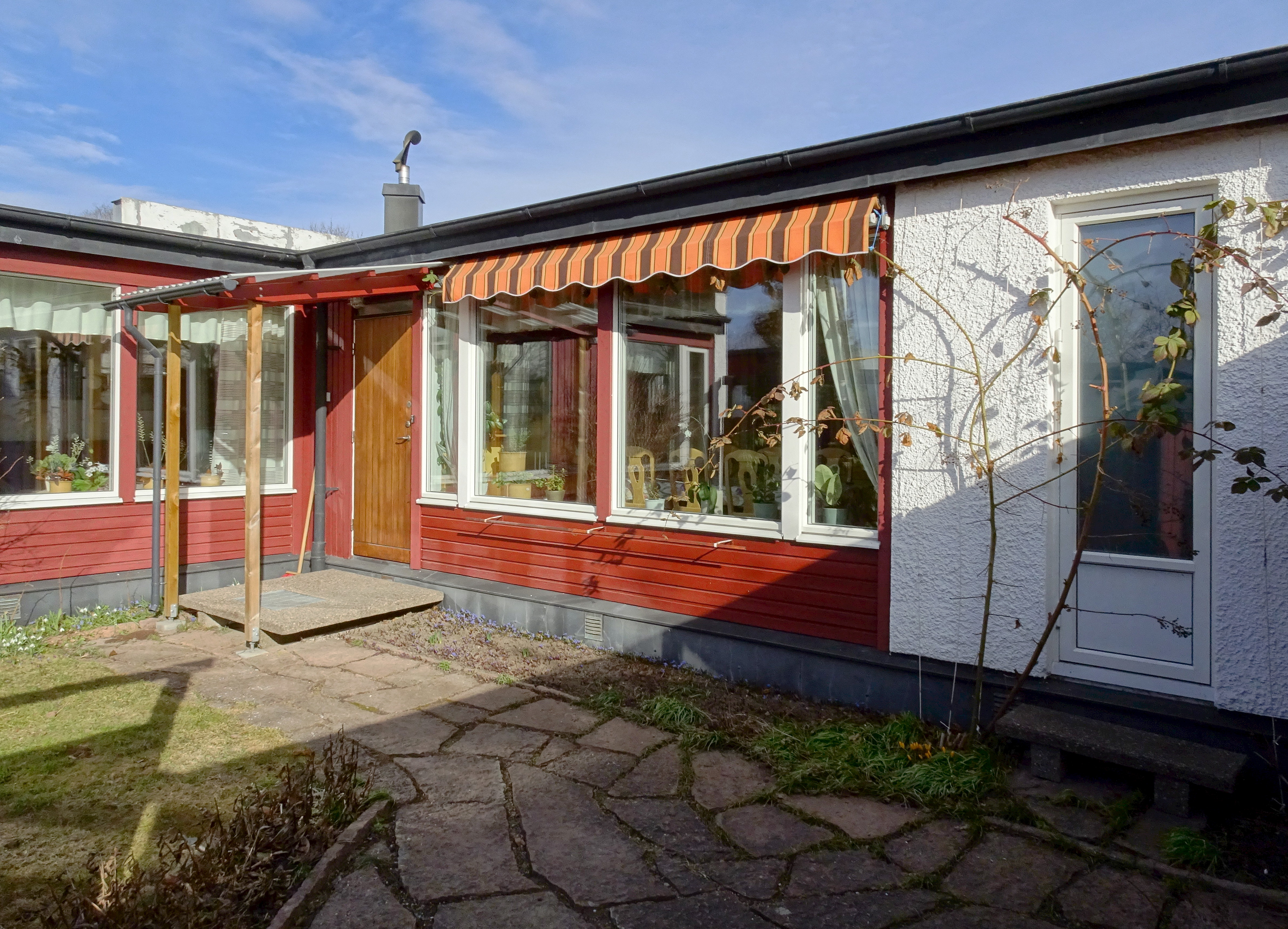
En av innergårdarna.

Kvarteret Sörgården tillkom i ramen för miljonprogrammet och är Tenstas enda ursprungliga småhusområde. Kvarteret ligger öster om Spånga kyrka och är väl avskilt från Tenstas övriga bebyggelse väster om kyrkan. Byggherre var Stockholms stads småstugebyrå (SMÅA) och till arkitekt anlitades Höjer & Ljungqvist vars specialitet var att rita småhus för just SMÅA.
Sörgården består av 76 småhus i två hustyper A och B som uppfördes med självbyggeri av de boende. Boytan ligger för båda hustyperna vid cirka 130 m². I varje radhus finns tre sovrum, som genom lätta väggar kunde ökas till fem sovrum. I vinkel anordnades vardagsrummet som tillsammans med ett förråd mot grannen och ett plank mot gatan skapade en avskild innergård. Istället för förrådet kunde en tillbyggnad finnas. Till anläggningen hör även flera lekplatser och två garage med bilparkering för samtliga 76 hus.
Arkitekturen är enhetlig med enkla, kubiska byggnadsvolymer. Fasaderna består av lättbetong med yta av ljus spritputs. Rödmålad träpanel och plank sätter en tydlig accent. För den yttre miljön sörjde landskapsarkitekten Curt Abrahamsson. Området är en bra representant för det tidstypiska idealet  ”tätt-och-lågt”. 1974 belönades arkitekterna Jon Höjer och Sture Ljungqvist för sin formgivning av Sörgården med Ytongpriset, som de delade med arkitekten Ralph Erskine för bostadsområdet Nya Bruket i Sandviken.

## Bilder

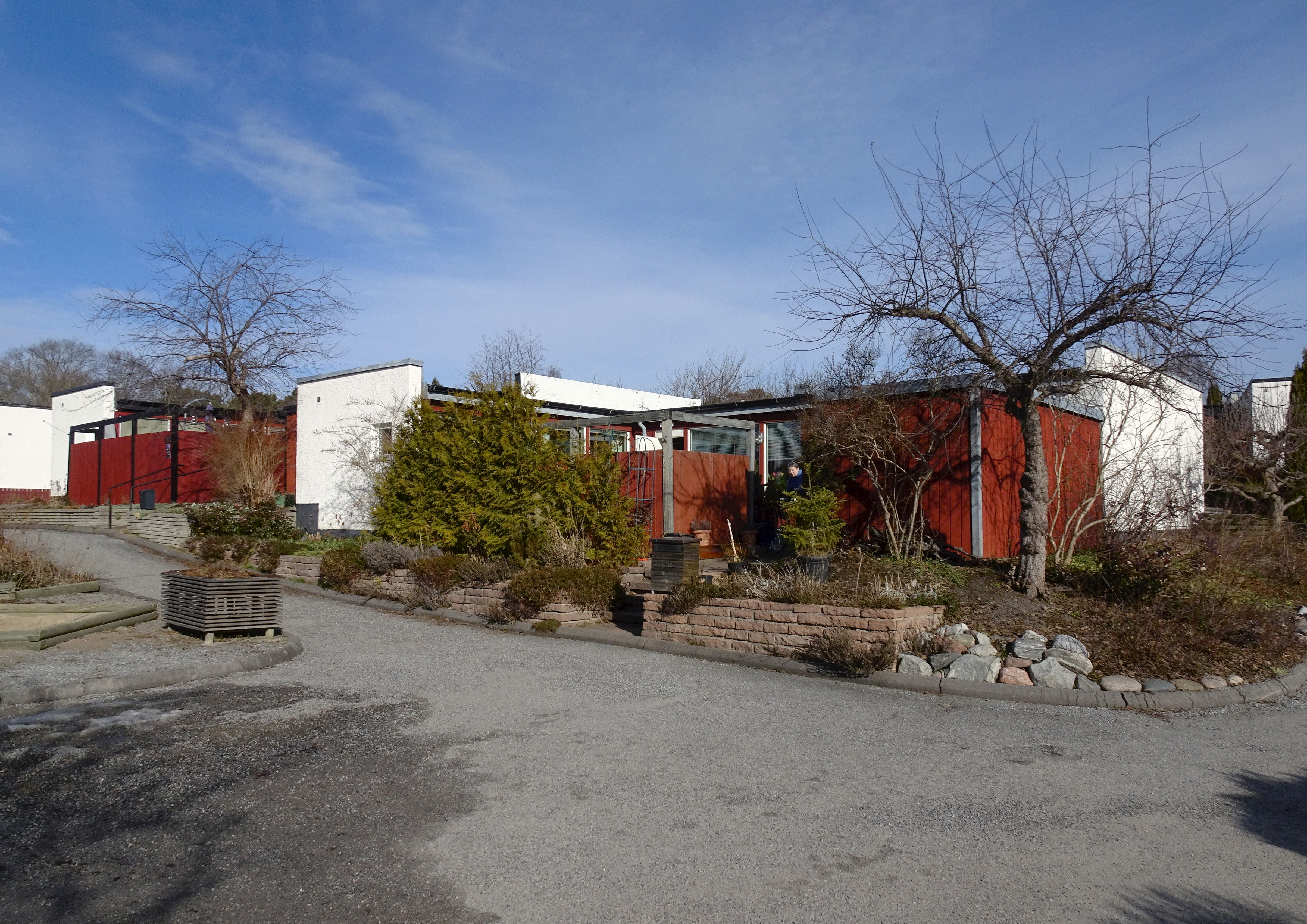
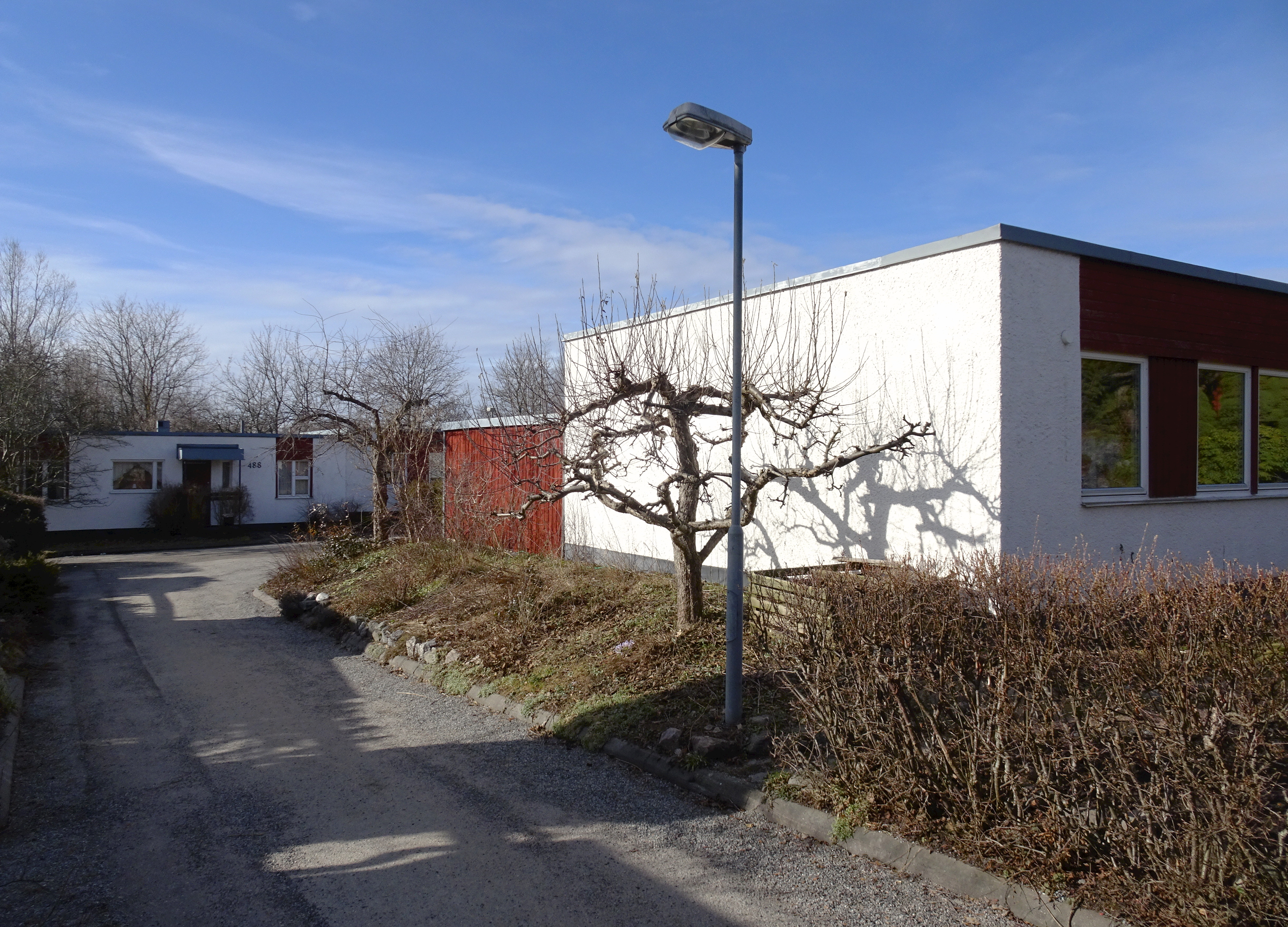
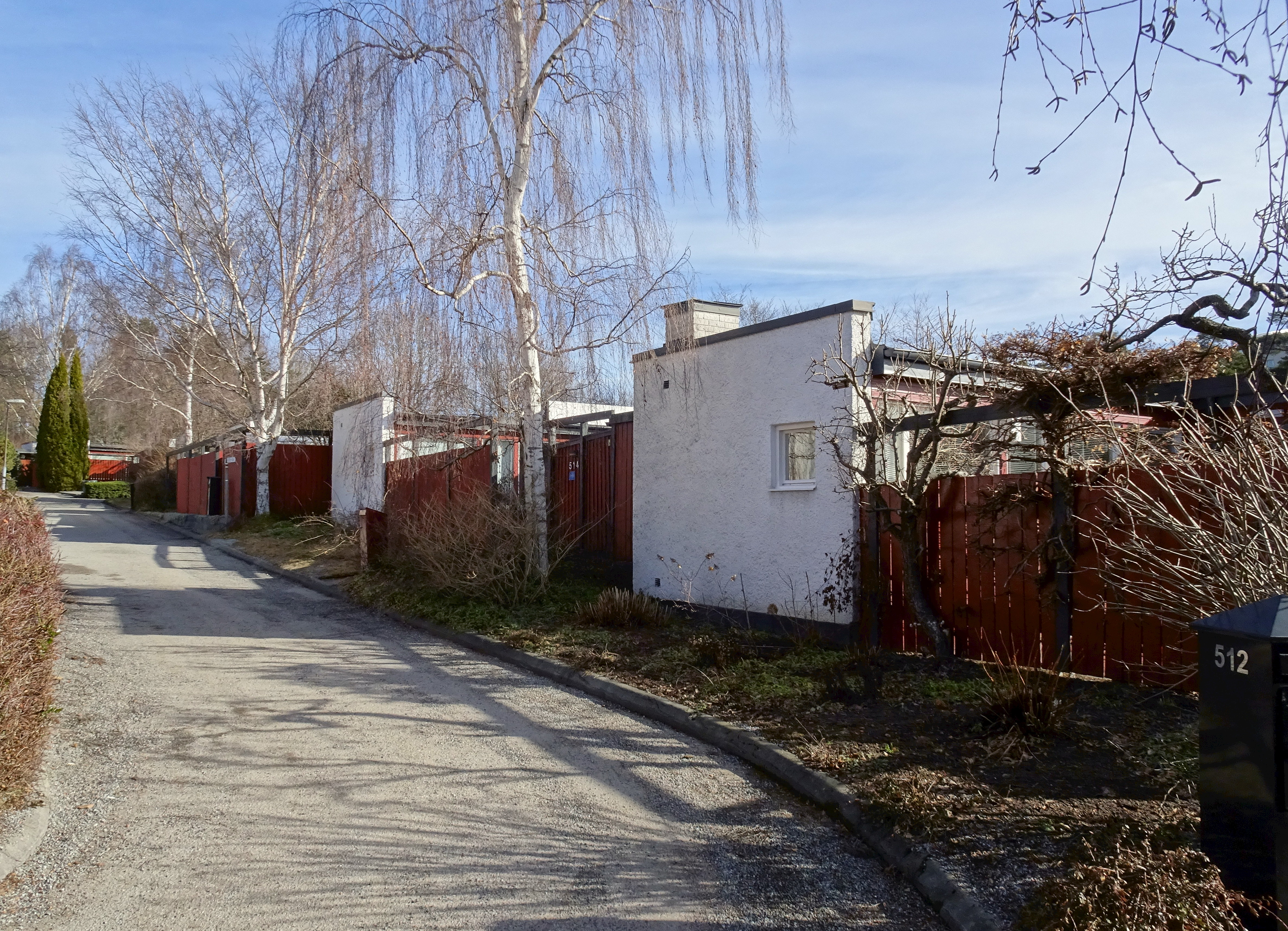
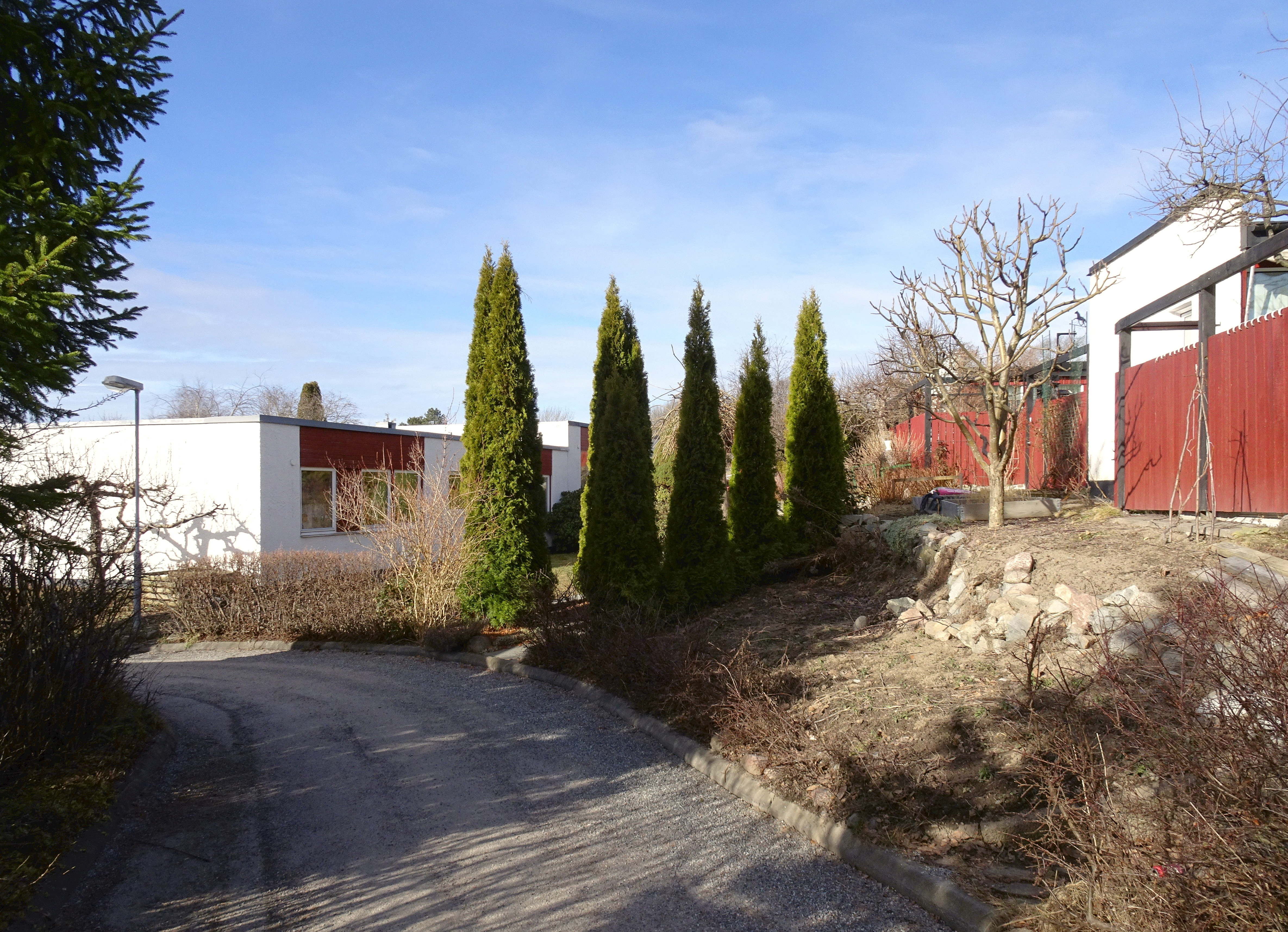